# 音苏盖提河
音苏盖提河，位于中华人民共和国新疆维吾尔自治区喀什地区塔什库尔干塔吉克自治县南部地区的一条全冰川性河流，是克勒青河左岸支流。音苏盖提河系由喀喇昆仑山脉高山区东北麓的三条冰川汇聚而成：东支乔戈里冰川、中支木斯塔冰川和西支音苏盖提冰川，三支冰川汇合后始称“音苏盖提河”，由南向北注入克勒青河。流域面积1035平方千米，年均径流量约0.95亿立方米。音苏盖提河流域内共发育有冰川124条，冰川面积达951.83平方千米，占流域总面积的92%。音苏盖提河谷是从北坡攀登乔戈里峰的主要通道。